# Greg Drummond
Greg Drummond (Dundee, 3 februari 1989) is een Schotse curler.

## Biografie
Hij maakte zijn debuut in het professionele curling bij Curl Aberdeen. Drummond verscheen voor het eerst als plaatsvervanger voor het schotse nationale team op het juniorenwereldkampioenschap curling in 2007. In februari 2014 maakte hij zijn debuut op de Olympische Winterspelen in Sotsji. Daar behaalde hij met zijn groep bestaande uit Scott Andrews, Michael Goodfellow en Tom Brewster zilver na een nederlaag in de finale tegen Canada.